# Magna (Utah)
Magna es un "lugar designado por el censo" (census-designated place o CDP) y municipio del condado de Salt Lake, estado de Utah, Estados Unidos. Según el censo de 2000 la población era de 22.770 habitantes. Con un pequeño incremento respecto a 1990, cuando contaba con 17.829 habitantes.

## Geografía

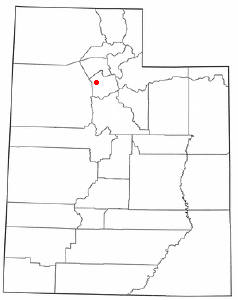
Mapa de ocalizaciòn de Magna (Utah).

Magna se encuentra en las coordenadas 40°42′6″N 112°5′9″O / 40.70167, -112.08583a una altitud de 1.310 m s. n. m.
Según la oficina del censo de Estados Unidos, el CDP tiene una superficie total de 19,2 km². No tiene superficie cubierta de agua.
- Datos: Q255187
- Multimedia: Magna, Utah / Q255187

1. ↑  Zip Data Maps, código ZIP n.º 84044.